# Piraten in Batavia
Piraten in Batavia ist ein Wasser-Dark-Ride im Europa-Park in Rust. Die Anlage des Herstellers Mack Rides, deren Eigentümer ebenfalls den Europapark innehaben, wurde im Jahr 1987 errichtet, im Mai 2018 durch einen Großbrand zerstört und im Juli 2020 wiedereröffnet.
Die Anlage befindet sich in einer Halle zwischen dem holländischen und skandinavischen Themenbereich des Europa-Parks, deren Fassade dem Themenbereich entsprechend im typisch niederländischen Klinkerbaustil beziehungsweise im Stil skandinavischer Holzhäuser gehalten ist. Die Gebäudefront in Richtung des niederländischen Themenbereichs beherbergt neben dem Zugang zur Attraktion auch Shops und Restaurants sowie den Ein- und Ausgang des Musicaltheaters.
In einigen Aspekten des Fahrgeschäfts ließen sich Ähnlichkeiten zu den verschiedenen Versionen von Pirates of the Caribbean aus den Disney-Parks erkennen.

## Thematisierung
Die Geschichte der Attraktion spielte im 17. Jahrhundert, zur Zeit der niederländischen Kolonialisierung des heutigen Indonesiens, das bis 1949 Niederländisch-Indien genannt wurde. Benannt wurde die Themenfahrt nach der Hauptstadt Jakarta, die bis 1942 Batavia hieß. Der Schwerpunkt der Attraktion lag auf dem Einfall von Seeräubern in der Stadt.

## Fahrt

### 1987–2018
Beim Eintritt in das Gebäude lief man unter einem großen Banner hindurch, auf dem in goldenen Buchstaben „Piraten in Batavia“ geschrieben stand. Über diesem Banner hing eine schwarze Flagge mit einem weißen Totenkopfsymbol, auch bekannt als Jolly Roger.
Der Bahnhof der Attraktion lag im ersten Stock des Gebäudes. Dorthin gelangte man über eine flach ansteigende Rampe, die mit verschiedenen Szenen geschmückt war. In diesem Bereich, der Pre-Show, wurde die Geschichte der Themenfahrt aufgebaut. So erfuhr der Besucher hier, dass die Niederländer im 17. und 18. Jahrhundert Kolonien im damaligen Niederländisch-Indien unterhielten. An der rückseitigen Wand der Szenerien fanden sich Wandmalereien, die beispielsweise Inseln der Javasee zeigen, wie etwa Sumatra, Java und Borneo.
Im ersten Stockwerk des Gebäudes betrat der Gast danach den Bahnhof, in dem die 16 Personen fassenden Boote bestiegen wurden. Dort fand sich eine erste Szene, die einen Ausschnitt einer Höhle im indonesischen Dschungel zeigte, die von verschiedenen Tieren und Personen bevölkert war.
Nach Verlassen des Bahnhofes fuhr man einen großen Bogen, der mit dem Ende der Höhle und der Abfahrt eines Wasserfalles endete. Die Boote durchfuhren darauf eine Schlachtszene. Auf der linken Seite der Strecke befand sich ein großes Piratenschiff, welches das rechter Hand liegende niederländische Fort angriff. Die Szene wurde dominiert vom Getöse der Kanonen und von den Schlachtrufen der Seeräuber.
Durch eine Öffnung in der Fortmauer erreichte man die Stadt Batavia, die von den plündernden Piraten heimgesucht wird. In vielen kleinen Szenen wurde erzählt, wie die Piraten die einheimischen Frauen für sich gewinnen, ihren Hunger mit exotischen Tieren stillen und sich betrinken. Die Fahrt führte vorbei an einem im Urwald verborgenen Tempel, an der brennenden Stadt, an einem Fischerdorf und einem Gefängnis.
Am Ende fuhren die Boote an einer inmitten der Szenerie eingebetteten Showbühne und dem gegenüberliegenden Restaurant Bamboe Baai vorbei, bevor man durch einen Torbogen den Ausgang erreichte.

Piratenschiff
Showbühne
Gefangene Piraten
Verliebter Pirat

### Nach dem Wiederaufbau 2020
Die nach dem Brand von 2018 im Jahr 2020 wiederöffnete Fahrt unterscheidet sich von ihrem Vorgänger vor allem durch eine andere Geschichte und neue bzw. neugestaltete Szenen, die die Boote durchfahren. Verzichtet wurde beim Wiederaufbau nach dem Brand auf die erneute Darstellung einer brennenden Stadt, welche lediglich durch ein geschlossenes Tor, durch das Feuerschein glimmt, angedeutet wird. Erzählt wird nun die Geschichte des Piraten Bartholomeus van Robbemond und seines Otters Jopie, die in der Javasee nach dem magischen Dolch „Feuertiger“ suchen, im Wettlauf mit ihrem Erzfeind Cortez. Die neugestaltete Warteschlange führt hierbei durch ein Lagerhaus, in dem van Robbemond seine neue Mannschaft begrüßt.
Nach Verlassen der Station im Obergeschoss durchfahren die Boote zwei weitestgehend unthematisierte Rechtskurven, lediglich eine Animatronik von van Robbemond vor seinem Schiff ist hier zu finden. In einem Sturm fahren die Boote die Abfahrt hinunter und erreichen eine tropische Lagune mit Wrackteilen, in der van Robbemond erstmals von Cortez gefangen genommen und an einem Bein kopfüber über ein Krokodil gehängt wird. Es folgt die Fahrt durch ein einheimisches Hüttendorf, in dem v.Rm. versucht, Hinweise auf den Verbleib des „Feuertigers“ zu erlangen. Die nächste Szene zeigt eine Konfrontation zwischen einem einheimischen und Cortez Piratenschiff. Dieser hat v.Rm. und Jopie erneut in seiner Gewalt und will sie über die Planke schicken. Die Boote passieren nun ein Schiffswrack und ein Rettungsboot voller Piraten (dabei handelt es sich um Figuren der alten Attraktion, die den Brand überlebt haben).
Durch ein großes Tor geht es in die Stadt Batavia, wo ein Fest mit hängenden Laternen, einem Elefanten und einem Zauberer gefeiert wird. Einige Piraten sorgen in der Stadt für Aufruhr. Im Dschungel kommt es dann zum letzten Kampf zwischen van Robbemond und Cortez. Ersterer gewinnt und hängt nun seinen Rivalen gefesselt Kopf über; unter ihm ein Krokodil. Van Robbemond und Jopie finden in einer Tempelkammer den „Feuertiger“ und entfesseln die magischen Kräfte des Dolchs. Es folgt eine letzte Animatronik der beiden, die sich von den Fahrgästen verabschiedet bzw. in eins der Boote springen will. Wie zuvor, fahren die Boote zum Abschluss wieder zwischen dem Restaurant Bamboe Baai und der Showbühne hindurch, bevor der Ausstieg erreicht wird.

## Zerstörung durch Großbrand
Am Abend des 26. Mai 2018 brach in der Nähe des Fahrgeschäfts ein Feuer aus, das sich schließlich zum Großbrand entwickelte (siehe Europa-Park#Großbrand am 26. Mai 2018) und auf das Fahrgeschäft sowie weitere benachbarte Gebäude und Attraktionen übergriff. Trotz des Eingreifens der Feuerwehr wurde das Fahrgeschäft vollständig zerstört. Es entstand ein Sachschaden im zweistelligen Millionenbereich. Besucher kamen nicht zu Schaden. Wenige Tage nach dem Brand wurde vom Parkbetreiber bekanntgegeben, dass man in den folgenden Wochen neue Konzepte zur zukünftigen Gestaltung des Areals erarbeiten werde und dass noch nicht entschieden sei, ob Piraten in Batavia wiederaufgebaut oder ob etwas Neues an dieser Stelle entstehen werde. Sicher sei allerdings, dass es keinen Eins-zu-Eins-Nachbau geben würde. Bereits kurz nach dem Brand wurde im Netz eine Petition gestartet, die den Wiederaufbau der Attraktion fordert. Als Brandursache wurde ein technischer Defekt festgestellt.
Am 6. Juni 2018 gab Michael Mack bekannt, dass die Piraten in Batavia wieder zurückkehren werden. Die Wiedereröffnung fand schließlich am 28. Juli 2020 statt.